# Ludwig Franzisket
Ludwig »Zirkus« Franzisket, nemški častnik, vojaški pilot in letalski as, * 26. junij 1917, Düsseldorf, † 23. november 1988, Münster.

## Življenjepis
Franzisket je v vojsko vstopil leta 1938, ko se je pridružil Luftwaffe in bil s činom Fähnricha dodeljen k JG 26. 1. avgusta 1939 je bil premeščen k 1./JG 1, s katero je sodeloval v invaziji na Poljsko in Beneluks ter bitki za Francijo.
11. maja 1940 je dosegel svojo prvo zračno zmago, do konca francoske kampanje pa je z devetimi zmagami že dosegel status letalskega asa. 9. julija se je 1./JG 1 preformiral v 7./JG 27, 1. oktobra 1940 pa je bil Franzisket premeščen na mesto adjutanta I./JG 27. Spomladi 1941 je bil I./JG 27 premeščen v Severno Afriko, do takrat pa je zbral 14 zmag.
14. junija je Franzisket prestregel osamljeni lahki bombnik RAF, ki ga je spremljal lovec Hawker Hurricane. V kratkem spopadu je sestrelil obe letali. Kasneje se je izkazalo da je Hurricana pilotiral južnoafriški as, stotnik Ken Driver, ki se je iz padajočega letala uspel rešiti in je postal vojni ujetnik. Nadporočnik Franzisket je bil za 22 zmag v 204-ih nalogah 23. julija 1941 odlikovan z Viteškim križem železnega križca.
Franzisket je 6. decembra 1941 postal Staffelkapitän 1./JG 27, 25. decembra pa je bil njegov Messerschmitt Bf 109 F-4trop zadet, ko ga je južno od Agedabie zadel drobec 40 milimetrske granate protiletalske obrambe. Ob tem je bil Franzisket ranjen.
11. aprila 1942 je dosegel svojo trideseto zračno zmago, ko je sestrelil britanskega lovca Curtiss P-40. Spet je bil ranjen 29. oktobra 1942, ko se je spopadel z britanskimi lovci Supermarine Spitfire in bil pri tem zadet. Pri skoku iz padajočega lovca Bf 109 G-2trop (W. Nr. 10616) je zadel repni stabilizator svojega letala in si pri tem zlomil nogo.
Konec leta 1942 je bil I./JG 27 umaknjen s severnoafriškega bojišča, Franzisket pa je do takrat zbral 39 zračnih zmag. Od 1. julija 1943 je Zirkus Franzisket vodil 1./Ergänzungs-Jagdgruppe Süd, nato pa je 15. julija 1943 vstopil v poveljniško šolo, ki jo je uspešno zaključil in bil imenovan za Gruppenkommandeurja I./JG 27. Ta enota je bila nastanjena v Nemčiji in je delovala pri obrambi rajha.
14. oktobra je Franzisket s svojo enoto napadel bombniško formacijo, ki je bila na nalogi bombardiranja Schweinfurta in sestrelil dva bombnika. V podobni akciji 12. maja 1944 nad Bad Orbom, pa je bil njegov lovec Bf 109 G-6/U4 (W. Nr. 441097) zadet. Zadel ga je obrambni ogenj bombniške formacije in ga težko ranil. Kljub hudim poškodbam se je Franzisketu uspelo rešiti iz padajočega lovca. Po okrevanju je 1. oktobra 1944 začel predavati bodočim lovskim poveljnikom v letalski šoli v Königsbergu, hkrati pa je spet začel aktivno leteti. Že 6. oktobra je sestrelil dva ameriška bombnika Boeing B-17. 15. decembra 1944 se je Franzisket pridružil Geschwaderstabu JG 27. 30, decembra 1944 je postal komodor JG 27. Vojno je Ludwig Franzisket preživel, umrl pa je 23. novembra 1988 v Münstru.
Zirkus Franzisket je med vojno dosegel 43 zračnih zmag, sodeloval pa je na več kot 500 bojnih nalogah. Vse zmage je dosegel na zahodu, med njimi pa so bili štirje težki štirimotorni bombniki.

## Odlikovanja
- Železni križec 2. in 1. razreda
- Ehrenpokal der Luftwaffe (20. oktober 1940)
- Nemški križ v zlatu (12. januar 1943)
- Viteški križ železnega križca (23. julij 1941)